# Давид VIII
Давид VIII (груз. დავით VIII); (1278—1311) — царь Грузии (с 1293). Старший сын царя Деметре II (и его первой жены, дочери Мануила I). Из династии Багратионов.

## Биография

### Грузия в период монгольского владычества
Рубеж XIII-XIV веков ознаменовался особым обострением внутриполитической борьбы в Грузии. За этот короткий период времени, помимо Давида VIII, в Восточной Грузии действовало несколько царей с полной властью: Вахтанг III (1298-1304), Георгий (1299-1318), Георгий VI Малый (1308-1318), а в Западной Грузии - Константин и Михеил.
Таким образом, юридически в еще едином Грузинском царстве в 1298-1318 годах подтверждается «правление» нескольких царей одновременно. Столь тяжелое внутреннее положение Грузии обусловлено ее внешним положением.
Политически Грузия остается царством, зависящим от монгольского государства Ильханов, под названием «Гурджистанский вилайет».
Непрерывные битвы Монгольского государства с соседними странами, внутренние феодальные волнения, борьба за престол, экономический кризис оказывают непосредственное влияние на Грузинское государство и определяют его внутреннюю и внешнюю политику.
В 1293 году Гайхату-хан (1291-1295) утвердил Давида VIII царем Грузии (фактически Восточной Грузии), потому что он участвовал в экспедиции, организованной Гайхату для подавления восстания Рума (Малая Азия).

### Правление
Давид, заняв царский престол, прилагает все усилия, чтобы использовать внутренние разборки Хулагуидского государства и противостояния с Золотой Ордой во благо своей страны. Он прибегает как к пути дипломатических переговоров, так и к мятежу, открытой конфронтации, непримиримому противостоянию. Давид VIII принимает активное участие внутреннем восстании ильханата против Гайхату и поддерживает аннексию монгольского царевича Байду. За эту поддержку ему возвращают Дманиси, ради которого в свое время Садун Манкабердели обманул Деметре II и передал город своим потомкам.
Правда, в 1295 году Байду был разгромлен. С присоединением Казани (1295-1304) анархия в ильханате Хулагуидов закончилась. По монгольскому правилу, наряду с убийством Байду, были казнены и его сторонники, таким образом, Давид VIII оказался в опасной ситуации. Хулагуиды призвали Давида в армию в ноябре 1297 года. Несмотря на советы визирей, царь не явился к ним, восстал и отправился в Мтиулети вместе с поддержавшими его феодалами. Давид VIII пытался использовать Золотую Орду для борьбы с Хугалуидами.  С этой целью он отправляет своего брата Вахтанга с дипломатической миссией в Монголию. Он предлагает им политическую связь и кратчайший путь в Иран, Дарьял, за что правитель Золотой Орды «любезно позаботился о нем и предложил ему много земли и благ». Таким образом, мятежный царь становится очень опасным противником для Хулагуидов.
Чтобы помириться с Давидом, Газан-хан, правитель государства Хулагуидов, отправил в Грузию великого Ноина Хутлушу, который «стоял за Тифлис». Переговоры начались. Монголы просили у грузин «надежных людей». Давид VIII посылает Католикос-Патриарха Авраама, Ивана Бурсели. В ответ они дали Давиду печатку, таким образом показывая их лояльность.
Похоже, что Давид не поверил Хулагуидам и возобновил переговоры с Золотой Ордой в 1298 году. Газан-хан снова пытался помириться с Давидом, но тщетно. За это время монгольские карательные отряды совершали набеги на уголки Грузии, особенно на места, где скрывался царь. Летописец подробно описывает сложившуюся ситуацию. Неисчислимое войско из Орды совершило набег на Армению, Картли, Триалети, Эрцо, расположилось лагерем в Мухрани и заняло Тианети. С этой огромной территории они начали грабеж и опустошение Грузии Марбийским походом, который повторялся каждую осень и весну. Подобные усилия принесли худшие результаты, «не было ни посевов, ни строительств».
Вожди осетинских племен, преследуемые северокавказскими племенами, воспользовались поддержкой ильханской орды и политическим ослаблением Картли, охваченной пожаром восстания. Они захватили долину Лиахви, а также напали на Шида Картли. Земельная собственность грузинских феодалов находилась под угрозой, и они боролись, как могли. Несмотря на неоднократные монгольские нашествия, Давиду VIII удалось правильно организовать силы, находящиеся в его распоряжении. Как опытный полководец, он хорошо знал правила монгольского боя, которые усвоил во время пребывания при дворе ильханов.
В 1289 году Деметре II взял его с собой в путь в Орду, где и был казнен. Давид VIII вел многочисленные партизанские бои. Поскольку Газан-хан не мог ни захватить, ни подчинить Давида, он решил сыграть против царя его братьями. Монголы сделали царями Вахтанга (III) и Георгия и дали им реальную власть. На основании этого в 1302 году было достигнуто определенное соглашение. Давид VIII сформировал из Джавахети и Аластани княжество, которое он передал своим сыновьям – Мелхеседеку и Андронику. Таким образом, образовалась Аластанская ветвь Багратионов, известная как «Аластанели».
Давид начинает дипломатические переговоры по освобождению монастыря Святого Креста в Иерусалиме.
В 1301-1304 годах султана Египта трижды разгромила объединенное войско Газан-хана и Вахтанга III. Очевидно, что у ильханов уже не будет сил завоевать Сирию-Палестину. Дипломатия двора Давида VIII предвидит этот момент и ведет переговоры с Египтом, с которым он устанавливает новые отношения. Давид VIII включил в эти отношения Константинополь: Андроник II (1282-1328) удовлетворили просьбу послов грузинского царя и отправил своих послов в Египет. Через указанную миссию Грузия вместе с просьбой об освобождении монастыря Святого Креста пообещала вступить в союз с султаном Египта.
Грузинское посольство в 1305 году завершилось успешно, Египет удовлетворил просьбу Давида VIII и вернул грузинам святыню. По решению «ученых людей» Египта, монастырь Святого Креста был передан грузинам, восстановлено право въезда в Иерусалим с развевающимися национальными флагами, освобождение от всех налогов и право свободно ездить на лошади. Иване Джавахишвили называл это дипломатической победой.

## Смерть
В 1331 году Давид VIII умер.
Деятельность Давида VIII оценивается в современной историографии как предшествующий этап и подготовительный период дипломатии его сына Георгия V «Блистательного», в период правления которого последовал конец монгольского владычества в Грузии.

## Семья
Был женат дважды. Первая жена — Олджат-хатун, дочь Абаги-хана. Два сына (т.н. «провинциальные цари» — правители областей Грузии, также известные как Багратиони-Аластанели):
- Мелкиседек,
- Андроник.

Вторая жена — дочь Амада Сурамели, эристава Картли. Сын:
- Георгий VI по прозвищу Малый, преемник отца.